# UCI Europe Tour 2020
Navigation
Édition précédente Édition suivante
L'UCI Europe Tour 2020 est la seizième édition de l'UCI Europe Tour, l'un des cinq circuits continentaux de cyclisme de l'Union cycliste internationale. Il est composé d'environ 100 compétitions organisées du 25 janvier au 18 octobre 2020 en Europe.
De nombreuses courses, sont annulées ou reportées, en raison de la pandémie de coronavirus.

## Équipes
Les équipes qui peuvent participer aux différentes courses dépendent de la catégorie de l'épreuve. Par exemple, les UCI WorldTeams ne peuvent participer qu'aux courses .1 et leur nombre par épreuves est limité.
| Catégorie               | Catégorie                  | Équipes                                                                                 |
| ----------------------- | -------------------------- | --------------------------------------------------------------------------------------- |
| .1                      | 1.1 (Course d'un jour)     | * UCI WorldTeam (max 50 %) * UCI ProTeam * Équipe continentale * Sélection nationale    |
| .1                      | 2.1 (Course par étapes)    | * UCI WorldTeam (max 50 %) * UCI ProTeam * Équipe continentale * Sélection nationale    |
| .2                      | 1.2 (Course d'un jour)     | * UCI ProTeam * Équipe continentale * Sélection nationale * Équipe régionale et de club |
| .2                      | 2.2 (Course par étapes)    | * UCI ProTeam * Équipe continentale * Sélection nationale * Équipe régionale et de club |
| .Ncup (moins de 23 ans) | 1.Ncup (Course d'un jour)  | * Sélection nationale * Sélection mixte * Équipe régionale et de club (max 16%)         |
| .Ncup (moins de 23 ans) | 2.Ncup (Course par étapes) | * Sélection nationale * Sélection mixte * Équipe régionale et de club (max 16%)         |

## Calendrier des épreuves

### Janvier
| Date | Course                                      | Pays    | Classe | Vainqueur        | Équipe             |
| ---- | ------------------------------------------- | ------- | ------ | ---------------- | ------------------ |
| 25   | Grand Prix Belek                            | Turquie | 1.2    | Emre Yavuz       | Salcano Sakarya BB |
| 30   | Trofeo Ses Salines-Campos-Porreres-Felanitx | Espagne | 1.1    | Matteo Moschetti | Trek-Segafredo     |
| 31   | Trofeo Serra de Tramuntana                  | Espagne | 1.1    | Emanuel Buchmann | Bora-Hansgrohe     |

### Février
| Date  | Course                             | Pays     | Classe | Vainqueur          | Équipe              |
| ----- | ---------------------------------- | -------- | ------ | ------------------ | ------------------- |
| 1     | Trofeo Pollença-Andratx            | Espagne  | 1.1    | Marc Soler         | Movistar            |
| 2     | Grand Prix La Marseillaise         | France   | 1.1    | Benoit Cosnefroy   | AG2R La Mondiale    |
| 2     | Trofeo Palma-Palma                 | Espagne  | 1.1    | Matteo Moschetti   | Trek-Segafredo      |
| 5-9   | Étoile de Bessèges                 | France   | 2.1    | Benoit Cosnefroy   | AG2R La Mondiale    |
| 9     | Grand Prix Manavgat                | Turquie  | 1.2    | Branislau Samoilau | Minsk CC            |
| 13    | Grand Prix Alanya                  | Turquie  | 1.2    | Paweł Bernas       | Mazowsze-Serce      |
| 14    | Grand Prix Gazipasa                | Turquie  | 1.2    | Mamyr Stash        | Russie              |
| 14-15 | Tour de Murcie                     | Espagne  | 2.1    | Xandro Meurisse    | Circus-Wanty Gobert |
| 16    | Grand Prix Antalya                 | Turquie  | 1.2    | Maksim Piskunov    | Marathon-Tula       |
| 20-23 | Tour of Antalya                    | Turquie  | 2.1    | Max Stedman        | Canyon DHB-Soreen   |
| 21-23 | Tour des Alpes-Maritimes et du Var | France   | 2.1    | Nairo Quintana     | Arkéa-Samsic        |
| 29    | Ster van Zwolle                    | Pays-Bas | 1.2    | David Dekker       | SEG Racing Academy  |
| 29    | Grand Prix Velo Alanya             | Turquie  | 1.2    | Daniil Pronskiy    | Vino-Astana Motors  |

### Mars
| Date | Course                                      | Pays     | Classe | Vainqueur         | Équipe                       |
| ---- | ------------------------------------------- | -------- | ------ | ----------------- | ---------------------------- |
| 1    | Grand Prix Manavgat-Side                    | Turquie  | 1.2    | Alan Banaszek     | Mazowsze-Serce               |
| 1    | International Rhodes Grand Prix             | Grèce    | 1.2    | Erlend Blikra     | Uno-X Norwegian Development  |
| 3    | Le Samyn                                    | Belgique | 1.1    | Hugo Hofstetter   | Israel Start-Up Nation       |
| 4    | Trofej Umag-Umag Trophy                     | Croatie  | 1.2    | Olav Kooij        | Jumbo-Visma Development Team |
| 6-8  | International Tour of Rhodes                | Grèce    | 2.2    | Søren Wærenskjold | Joker Fuel of Norway         |
| 8    | Grand Prix Jean-Pierre Monseré              | Belgique | 1.1    | Fabio Jakobsen    | Deceuninck Quick-Step        |
| 8    | Trofej Poreč-Poreč Trophy                   | Croatie  | 1.2    | Olav Kooij        | Jumbo-Visma Development Team |
| 8    | Grand Prix de Lillers-Souvenir Bruno Comini | France   | 1.2    | Florian Vachon    | Arkéa-Samsic                 |
| 8    | Dorpenomloop Rucphen                        | Pays-Bas | 1.2    | David Dekker      | SEG Racing Academy           |

### Juillet
| Date  | Course                         | Pays     | Classe | Vainqueur         | Équipe                       |
| ----- | ------------------------------ | -------- | ------ | ----------------- | ---------------------------- |
| 15-18 | Dookoła Mazowsza               | Pologne  | 2.2    | Michael Kukrle    | Elkov-Kasper                 |
| 19    | Puchar MON                     | Pologne  | 1.2    | Felix Groß        | Allemagne                    |
| 23-26 | Sibiu Cycling Tour             | Roumanie | 2.1    | Gregor Mühlberger | Bora-Hansgrohe               |
| 25-26 | In the footsteps of the Romans | Bulgarie | 2.2    | Norbert Banaszek  | Mazowsze-Serce               |
| 26    | GP Kranj                       | Slovénie | 1.2    | Olav Kooij        | Jumbo-Visma Development Team |
| 28-1  | Tour de Bulgarie               | Bulgarie | 2.2    | Patryk Stosz      | Voster ATS                   |

### Août
| Date  | Course                                      | Pays     | Classe | Vainqueur        | Équipe                           |
| ----- | ------------------------------------------- | -------- | ------ | ---------------- | -------------------------------- |
| 1-4   | Route d'Occitanie                           | France   | 2.1    | Egan Bernal      | Ineos                            |
| 2     | Circuit de Getxo-Memorial Hermanos Otxoa    | Espagne  | 1.1    | Damiano Caruso   | Bahrain-McLaren                  |
| 5-8   | Tour de Szeklerland                         | Roumanie | 2.2    | Jakub Kaczmarek  | Mazowsze Serce Polski            |
| 5-8   | Tour de Savoie Mont-Blanc                   | France   | 2.2    | Pierre Rolland   | B&B Hotels-Vital Concept p/b KTM |
| 6     | Mont Ventoux Dénivelé Challenges            | France   | 1.1    | Aleksandr Vlasov | Astana                           |
| 6-9   | Tour de République tchèque                  | Tchéquie | 2.1    | Damien Howson    | Mitchelton-Scott                 |
| 7-9   | Tour de l'Ain                               | France   | 2.1    | Primož Roglič    | Jumbo-Visma                      |
| 12-16 | Tour Bitwa Warszawska 1920                  | Pologne  | 2.2    | Oscar Riesebeek  | Alpecin-Fenix                    |
| 13-16 | Baltic Chain Tour                           | Estonie  | 2.2    | Gert Jõeäär      | Estonie                          |
| 18-21 | Tour du Limousin-Nouvelle-Aquitaine         | France   | 2.1    | Luca Wackermann  | Vini Zabù-KTM                    |
| 27-30 | Tour Poitou-Charentes en Nouvelle-Aquitaine | France   | 2.1    | Arnaud Démare    | Groupama-FDJ                     |
| 29    | Druivenkoers-Overijse                       | Belgique | 1.1    | Florian Sénéchal | Deceuninck-Quick Step            |
| 29    | Trofeo Matteotti                            | Italie   | 1.1    | Valerio Conti    | UAE Emirates                     |
| 29-2  | Tour de Hongrie                             | Hongrie  | 2.1    | Attila Valter    | CCC                              |
| 29-5  | Giro Ciclistico d'Italia                    | Italie   | 2.2U   | Thomas Pidcock   | Trinity Racing                   |
| 30    | Memorial Marco Pantani                      | Italie   | 1.1    | Fabio Felline    | Astana                           |
| 31    | Carpathian Couriers Race                    | Pologne  | 1.2U   | Jordan Habets    | Wielerploeg Groot Amsterdam      |

### Septembre
| Date  | Course                                                              | Pays               | Classe | Vainqueur             | Équipe                               |
| ----- | ------------------------------------------------------------------- | ------------------ | ------ | --------------------- | ------------------------------------ |
| 1-3   | Tour de Serbie                                                      | Serbie             | 2.2    | Martin Haring         | Dukla Banská Bystrica                |
| 1-4   | Semaine internationale Coppi et Bartali                             | Italie             | 2.1    | Jhonatan Narváez      | Ineos Grenadiers                     |
| 3     | Grand Prix Develi                                                   | Turquie            | 1.2    | Anatoliy Budyak       | Wibatech Merx 7R                     |
| 3-6   | Baltyk-Karkonosze Tour                                              | Pologne            | 2.2    | Stanisław Aniołkowski | CCC Development Team                 |
| 4     | Hafjell TT                                                          | Norvège            | 1.2    | Andreas Leknessund    | Uno-X Norwegian Development          |
| 4     | Grand Prix Cappadocia                                               | Turquie            | 1.2    | Mykhailo Kononenko    | Ukraine                              |
| 4-7   | Belgrade-Banja Luka                                                 | Bosnie-Herzégovine | 2.1    | Jakub Kaczmarek       | Mazowsze-Serce                       |
| 5     | Grand Prix Mount Erciyes 2200 mt                                    | Turquie            | 1.2    | Ivan Smirnov          | Russie                               |
| 5     | Lillehammer GP                                                      | Norvège            | 1.2    | Andreas Leknessund    | Uno-X Norwegian Development          |
| 6     | Grand Prix World's Best High Altitude                               | Turquie            | 1.2    | Anatoliy Budyak       | Wibatech Merx 7R                     |
| 6     | Gylne Gutuer                                                        | Norvège            | 1.2    | Trond Trondsen        | Coop                                 |
| 6     | Tour du Doubs                                                       | France             | 1.1    | Loïc Vliegen          | Circus-Wanty Gobert                  |
| 8-13  | Tour de Roumanie                                                    | Roumanie           | 2.2    | Eduard-Michael Grosu  | Roumanie                             |
| 9-12  | Course de Solidarność et des champions olympiques                   | Pologne            | 2.2    | Stanisław Aniołkowski | CCC Development Team                 |
| 12-13 | Orlen Nations Grand Prix                                            | Pologne            | 2.Ncup | Olav Kooij            | Pays-Bas espoirs                     |
| 13    | Antwerp Port Epic-Sels Trophy                                       | Belgique           | 1.1    | Gianni Vermeersch     | Alpecin-Fenix                        |
| 14    | Grand Prix Velo Erciyes                                             | Turquie            | 1.2    | Vitaliy Buts          | Ukraine                              |
| 15    | Grand Prix Central Anatolia                                         | Turquie            | 1.2    | Mykhailo Kononenko    | Ukraine                              |
| 16    | Tour de Toscane-Memorial Alfredo Martini                            | Italie             | 1.1    | Fernando Gaviria      | UAE Emirates                         |
| 16-19 | Tour de Slovaquie                                                   | Slovaquie          | 2.1    | Jannik Steimle        | Deceuninck-Quick Step                |
| 17-20 | Tour of Malopolska                                                  | Pologne            | 2.2    | Vojtěch Řepa          | Topforex-Lapierre                    |
| 17-20 | Ronde de l'Isard                                                    | France             | 2.2U   | Xandres Vervloesem    | Lotto-Soudal U23                     |
| 19    | Tour des Apennins                                                   | Italie             | 1.1    | Ethan Hayter          | Ineos Grenadiers                     |
| 19-20 | Grand Prix International de Torres Vedras-Trophée Joaquim Agostinho | Portugal           | 2.2    | Frederico Figueiredo  | Atum General-Tavira-Maria Nova Hotel |
| 20    | Gooikse Pijl                                                        | Belgique           | 1.1    | Danny van Poppel      | Circus-Wanty Gobert                  |
| 20    | Grand Prix d'Isbergues-Pas de Calais                                | France             | 1.1    | Nacer Bouhanni        | Arkéa-Samsic                         |
| 20    | Trophée de la ville de San Vendemiano                               | Italie             | 1.2U   | Antonio Tiberi        | Colpack-Ballan                       |
| 22    | Paris-Camembert                                                     | France             | 1.1    | Dorian Godon          | AG2R La Mondiale                     |
| 26-27 | Tour of Mevlana                                                     | Turquie            | 2.2    | Artur Ershov          | Marathon-Tula                        |
| 27    | Paris-Chauny                                                        | France             | 1.1    | Nacer Bouhanni        | Arkéa-Samsic                         |
| 27-5  | Tour du Portugal                                                    | Portugal           | 2.1    | Amaro Antunes         | W52-FC Porto                         |

### Octobre
| Date | Course                               | Pays      | Classe | Vainqueur             | Équipe                      |
| ---- | ------------------------------------ | --------- | ------ | --------------------- | --------------------------- |
| 4    | Tour de Lombardie amateurs           | Italie    | 1.2U   | Harry Sweeny          | Lotto-Soudal U23            |
| 8-11 | Tour du Frioul-Vénétie julienne      | Italie    | 2.2    | Andreas Leknessund    | Uno-X Norwegian Development |
| 10   | Visegrad 4 Bicycle Race-GP Slovakia  | Slovaquie | 1.2    | Stanisław Aniołkowski | CCC Development Team        |
| 11   | Paris-Tours espoirs                  | France    | 1.2U   | Rune Herregodts       | Home Solution-Soenens       |
| 12   | Prueba Villafranca-Ordiziako Klasika | Espagne   | 1.1    | Simon Carr            | Nippo Delko One Provence    |

## Classements
- Note: classements définitifs au 10 novembre[3],[4]

| #  | Coureur               | Équipe                | Pts.    |
| -- | --------------------- | --------------------- | ------- |
| 1  | Primož Roglič         | Team Jumbo-Visma      | 4237    |
| 2  | Tadej Pogačar         | UAE Emirates          | 3055    |
| 3  | Wout van Aert         | Team Jumbo-Visma      | 2700    |
| 4  | Mathieu van der Poel  | Alpecin-Fenix         | 2040    |
| 5  | Jakob Fuglsang        | Astana                | 1961    |
| 6  | Julian Alaphilippe    | Deceuninck-Quick Step | 1795,83 |
| 7  | Diego Ulissi          | UAE Emirates          | 1671    |
| 8  | Arnaud Démare         | Groupama-FDJ          | 1550    |
| 9  | Marc Hirschi          | Sunweb                | 1430    |
| 10 | Aleksandr Vlasov      | Astana                | 1399    |
| 11 | João Almeida*         | Deceuninck-Quick Step | 1370,33 |
| 12 | Maximilian Schachmann | Bora-Hansgrohe        | 1360    |
| 13 | Wilco Kelderman       | Sunweb                | 1328    |
| 14 | Florian Sénéchal      | Deceuninck-Quick Step | 1325    |
| 15 | Tao Geoghegan Hart    | Ineos Grenadiers      | 1292    |
| 16 | Guillaume Martin      | Cofidis               | 1262    |
| 17 | Pascal Ackermann      | Bora-Hansgrohe        | 1248    |
| 18 | Remco Evenepoel*      | Deceuninck-Quick Step | 1193    |
| 19 | Yves Lampaert         | Deceuninck-Quick Step | 1175    |
| 20 | Stefan Küng           | Groupama-FDJ          | 1133    |

| #  | Équipe                      | Pts.    |
| -- | --------------------------- | ------- |
| 1  | Alpecin-Fenix               | 4788    |
| 2  | Arkéa-Samsic                | 3697    |
| 3  | Circus-Wanty Gobert         | 2778    |
| 4  | Nippo Delko One Provence    | 1553    |
| 5  | Total Direct Énergie        | 1418    |
| 6  | Uno-X Pro Cycling Team      | 1346.29 |
| 7  | B&B Hotels-Vital Concept    | 1165    |
| 8  | Sport Vlaanderen-Baloise    | 1109    |
| 9  | Androni Giocattoli-Sidermec | 1024    |
| 10 | Vini Zabù-KTM               | 938.33  |

| #  | Pays            | Pts.    |
| -- | --------------- | ------- |
| 1  | France          | 9542,83 |
| 2  | Slovénie        | 8824    |
| 3  | Belgique        | 8530    |
| 4  | Italie          | 7375    |
| 5  | Pays-Bas        | 6249    |
| 6  | Danemark        | 5473    |
| 7  | Grande-Bretagne | 5299.16 |
| 8  | Allemagne       | 5242.83 |
| 9  | Espagne         | 4992    |
| 10 | Suisse          | 3449.66 |

| #  | Pays            | Pts.    |
| -- | --------------- | ------- |
| 1  | Slovénie        | 3088    |
| 2  | Belgique        | 2652    |
| 3  | Suisse          | 1869,98 |
| 4  | Portugal        | 1556,33 |
| 5  | Italie          | 1136,33 |
| 6  | Pays-Bas        | 1091    |
| 7  | Norvège         | 855     |
| 8  | Grande-Bretagne | 783.83  |
| 9  | Danemark        | 645.43  |
| 10 | France          | 484     |